# Josef Johann Nepomuk Pehem
Josef Johann Nepomuk Pehem (auch Joseph Johann Nepomuk Pehem; * 8. April 1740 in Stockach; † 17. Mai 1799 in Wien) war ein österreichischer Kirchenrechtler und Hochschullehrer.

## Leben
Pehem absolvierte das Gymnasium von Konstanz und nahm anschließend das Studium der Theologie und Rechtswissenschaft an der Universität Innsbruck auf, das er an der Universität Wien fortsetzte. Dort wurde er 1771 zum Doktor beider Rechte promoviert. Anschließend wurde er 1771 Professor des Kirchenrechts an der Universität Innsbruck.
Pehem erhielt 1775 daneben die Stelle als Direktor des adeligen Konvikts. Im Jahr 1777 wurde er mit dem Titel Kaiserlicher Rat ausgezeichnet. 1779 erfolgte sein Ruf als Professor des Kirchenrechts an die Universität Wien. In diesem Zug wurde er mit dem Titel eines niederösterreichischen Regierungsrats ausgezeichnet.
Pehem gehörte in seinem Fachgebiet zu den konsequentesten Vertretern des Josephinismus, wobei er den Vorrang der landesherrlichen Rechte vor dem kanonischen Recht annahm.

## Schriften (Auswahl)
- Disquisitio historico iuridica de consensu parentum. Innsbruck 1771.
- Jus ecclesiasticum publicum. Wien 1781.
- Versuch über die Nothwendigkeit einer vorzunehmenden Reformation der geistlichen Orden, und das Recht der Regenten aus eigner Macht dieselbe in ihren Ländern zu reformiren, einzuschränken und aufzuheben. Wien 1782.
- Abhandlung von Einführung der Volkssprache in den öffentlichen Gottesdienst. Sonnleithner, Wien 1783.
- Jus ecclesiasticum universum. Wien 1786.
- Historisch-statistische Abhandlung von Errichtung Ein- und Abtheilung der Bisthümer. Wien 1790.
- Vorlesungen über das öffentliche und Privatkirchenrecht. 2 Bände, Doll, Wien 1803.